# Epitynchanos (Gemmenschneider)
Epitynchanos (altgriechisch ᾿Επιτύγχανος) war ein antiker römischer Gemmenschneider, tätig in Rom im frühen 1. Jahrhundert.
Bekannt ist er nur durch seine Signatur ΕΠΙΤΥΝΧΑΝΟΥ bzw. ΕΠΙΤΥΓΧΑΝΟΥ auf zwei Gemmen: auf einem Sardonyx-Kameo mit dem Porträtkopf eines Mannes im Profil in London und einem Amethyst-Intaglio mit dem Porträtkopf eines jungen Mannes als Satyr in Paris. Die Dargestellten werden als Germanicus und Gaius Caesar identifiziert, woraus gefolgert wurde, dass er Mitarbeiter einer kaiserlichen Hofwerkstatt war und in den Umkreis des Dioskourides gehört.
Gelegentlich wird angenommen, er sei mit dem nur durch seine Grabinschrift aus Rom bekannten Goldschmied Epythycanus identisch. Dies lässt sich jedoch aufgrund der fehlenden Quellen nicht sicher belegen.